# 엄삼탁
엄삼탁(嚴三鐸, 1940년 5월 24일 ~ 2008년 2월 22일, 대구광역시 달성군)은 국가안전기획부장 보좌관, 국가안전기획부 기획조정실장, 대통령 국방담당보좌관, 안기부장 비서실장, 병무청장, 국민생활체육협의회 회장등을 지낸 정치인이다. 노태우 정부의 실세였으며 1997년 대선을 앞두고 새정치국민회의에 입당하였다. 1998년 대한민국 재보궐선거와 대한민국 제15대 국회의원 선거에 새정치국민회의/새천년민주당 소속으로 출마했으나 낙선했다. 대한민국에서 체육훈장 기린장, 근정훈장 홍조장, 보국훈장 천수장을 받았다.

## 역대 선거 결과
|  | 38.66% |

|  | 38.60% |